# Recinte fortificat de Pollestres

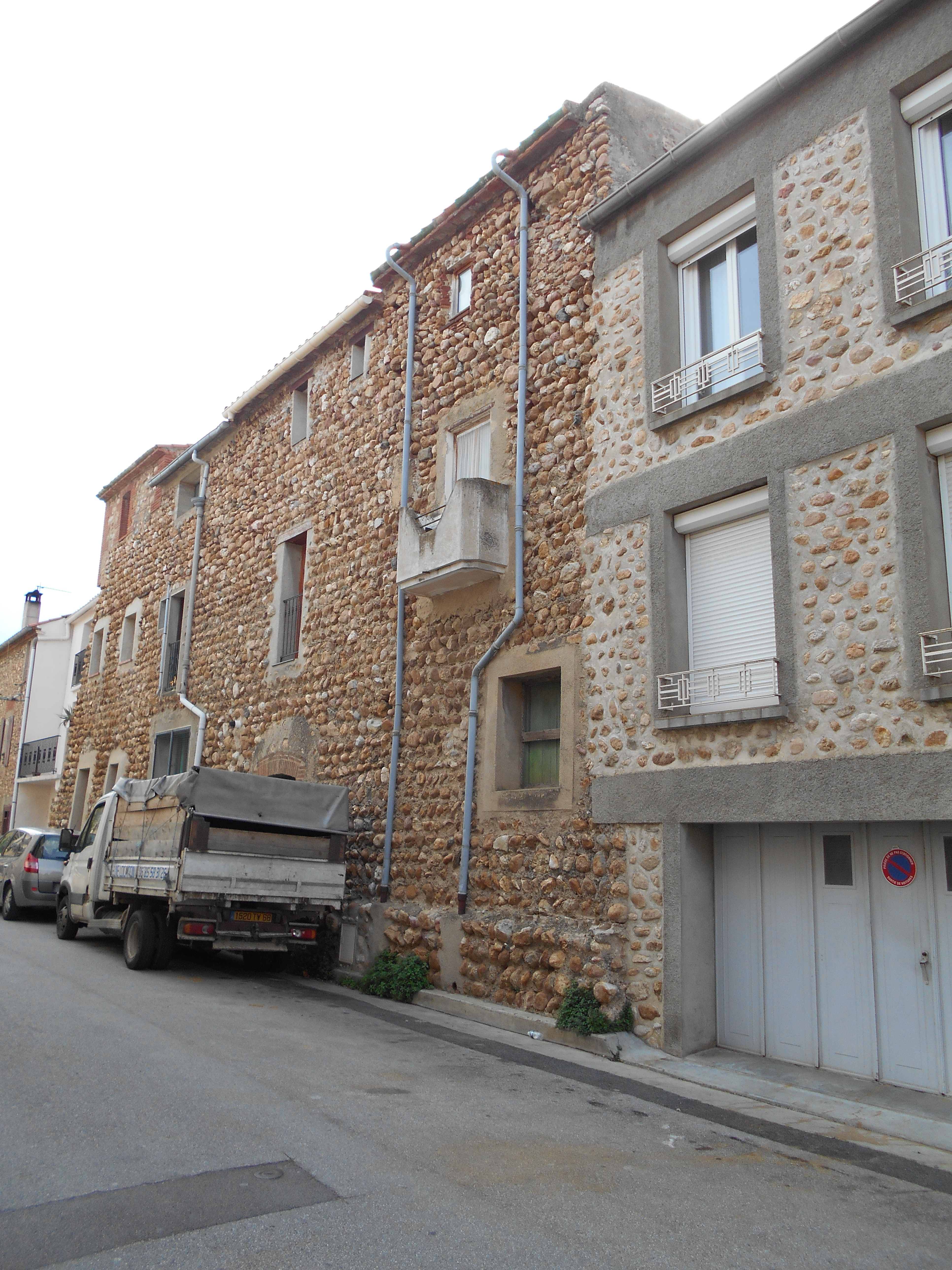
Carrer de les muralles

El Recinte fortificat de Pollestres és un recinte medieval d'estil romànic del segle xi que envolta la cellera originària del poble de Pollestres, a la comarca del Rosselló, a la Catalunya del Nord.
Està situat en el punt més alt del turonet on està situada l'antiga cellera de Pollestres.

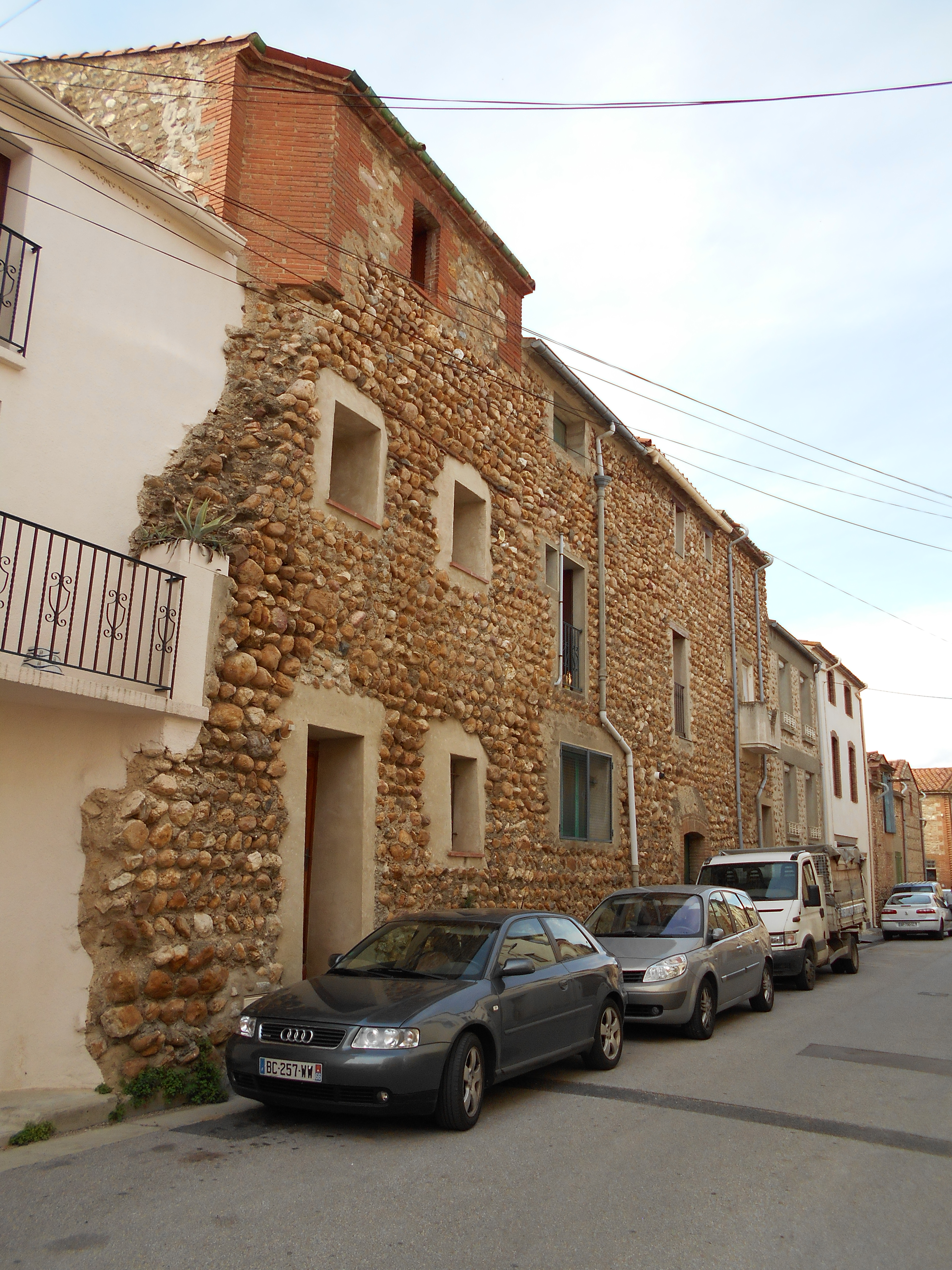
Carrer de les muralles

## Les restes del recinte

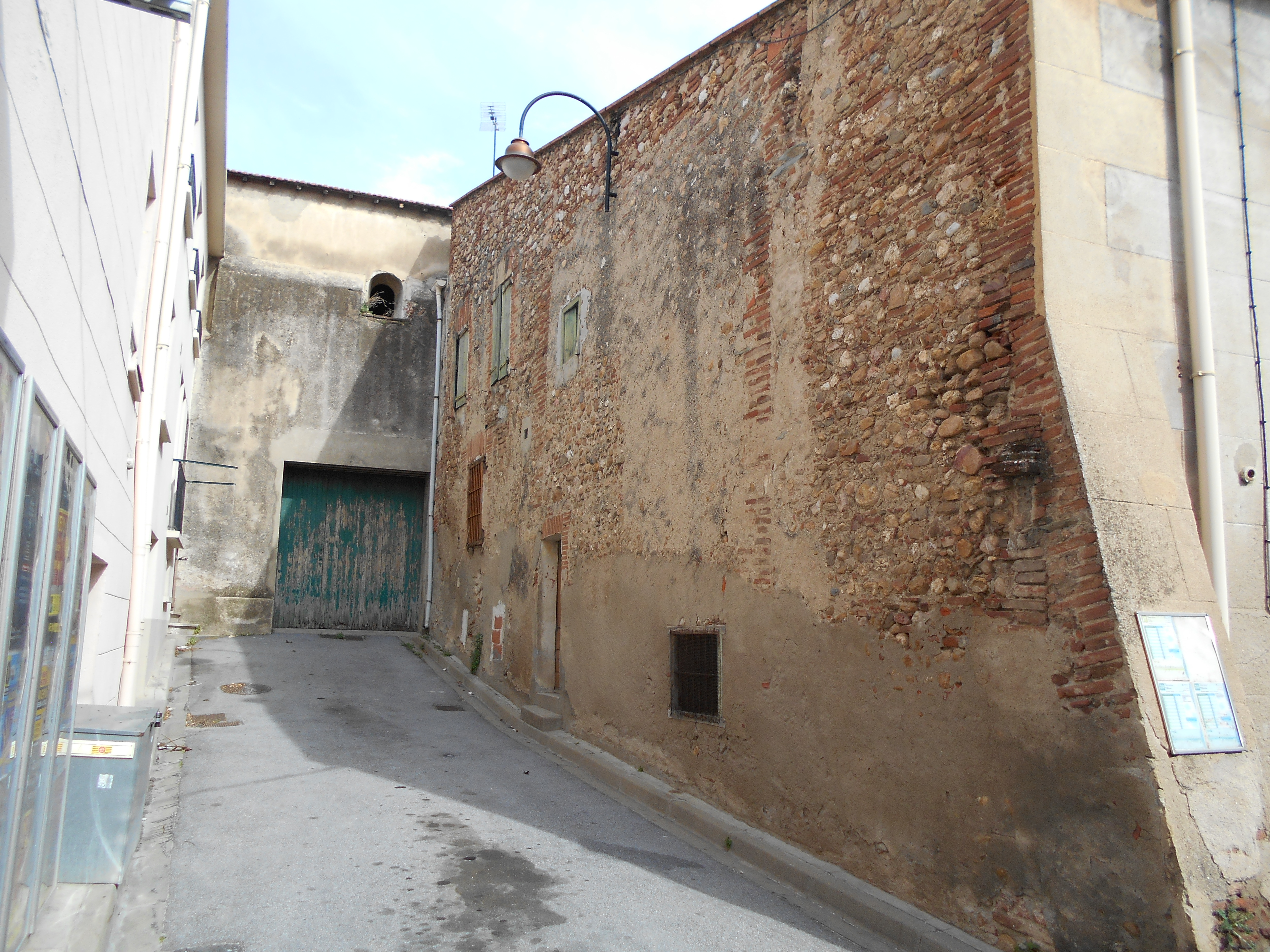
Fragment de les muralles

Tot a l'entorn de l'antiga cellera, que envoltava l'església parroquial, es poden observar fragments de muralles, en algun cas panys de mida bastant considerable. Al carrer de la Muralla, al carrer del Porxo, etc. hi ha ha aquestes restes notables del recinte fortificat.